# 컴퓨트 익스프레스 링크
컴퓨트 익스프레스 링크(Compute Express Link, CXL)는 고성능 데이터 센터 컴퓨터용으로 설계된 고속, 고용량 중앙 처리 장치(CPU)-장치 및 CPU-메모리 연결을 위한 개방형 표준이다. CXL은 직렬 PCI 익스프레스(PCIe) 물리적 및 전기적 인터페이스를 기반으로 구축되었으며 PCIe 기반 블록 입출력 프로토콜(CXL.io)과 시스템 메모리(CXL.cache) 및 장치 메모리(CXL.mem)에 액세스하기 위한 새로운 캐시 일관성 프로토콜을 포함한다. 직렬 통신 및 풀링 기능을 통해 CXL 메모리는 높은 스토리지 용량을 구현할 때 일반적인 DIMM 메모리의 성능 및 소켓 패키징 제한을 극복할 수 있다.

## 같이 보기
- 데이터 처리 장치